# HMS Ven (66)
HMS Ven (66) var en minsvepare i svenska flottan av Arholma-klass. Efter utrangeringen 1959 användes hon som målfartyg och sänktes. Hon bärgades och såldes för skrotning i Uddevalla 1962.